# 전동 휠체어

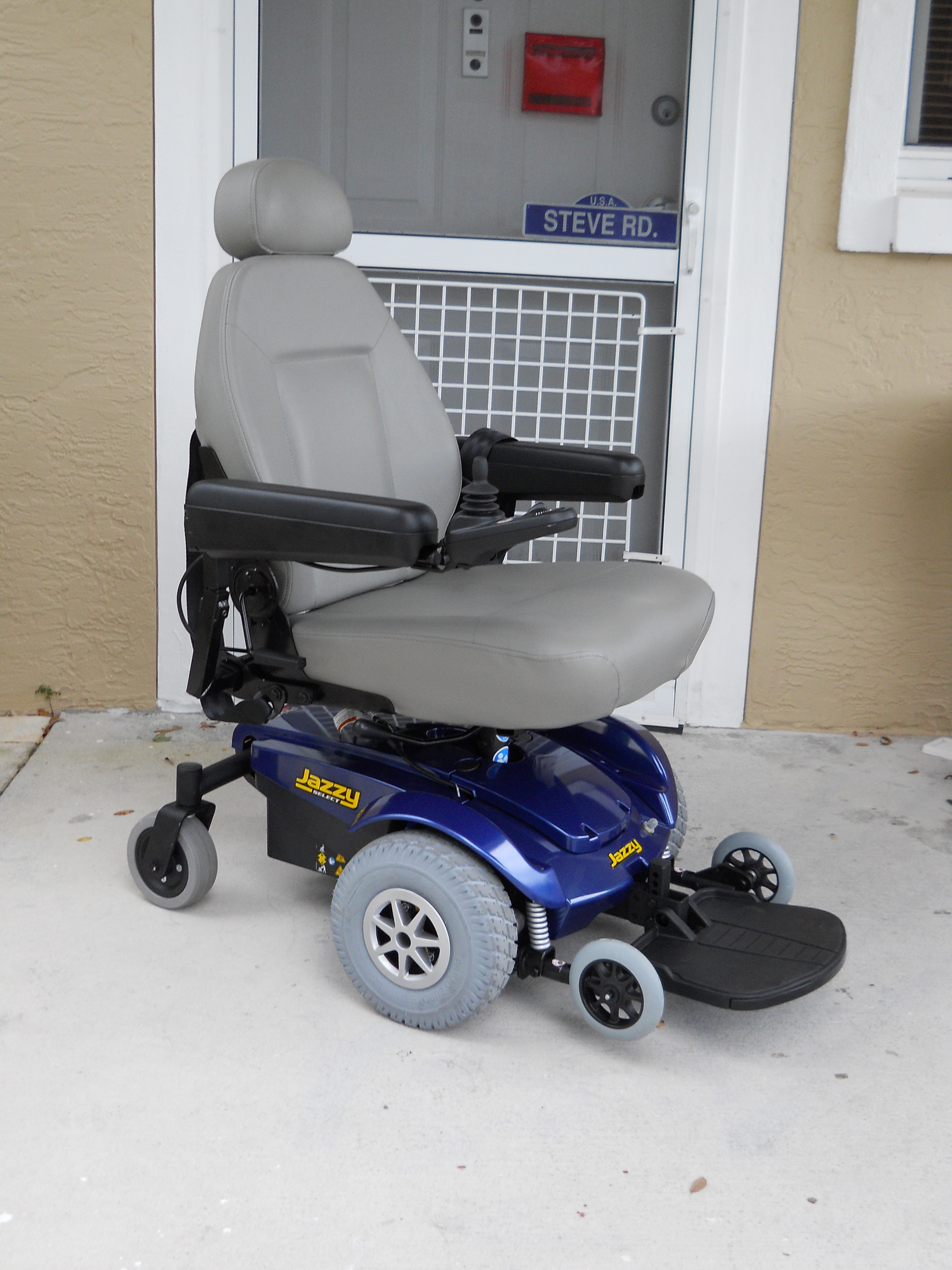
전동 휠체어

전동 휠체어(電動wheelchair)는 전기 모터를 이용하여 주행이 가능한 휠체어이다. 최초의 동력이 있는 휠체어는 전동이 아니라 1912년 영국에서 엔진을 장착한 삼륜 형이 등장했다. 미국에서는 1915년 개최된 샌프란시스코 만국 박람회의 관람객 이동을 위해 전동 휠체어를 사용하였으며, 1956년경 최초의 양산 모델이 만들어졌다.

## 같이 보기
- 휠체어 경사로